# Fene

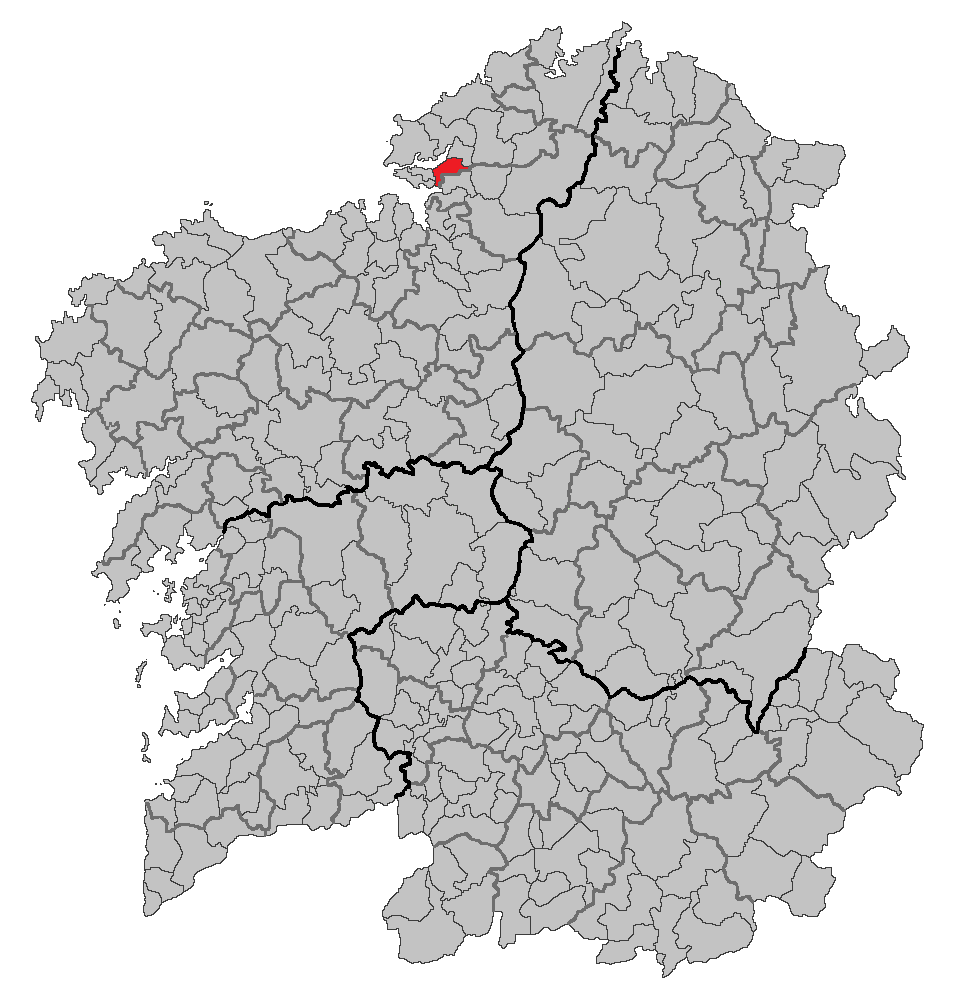
Localização de Fene

Fene é um município da Espanha na província
da Corunha,
comunidade autónoma da Galiza, de área 26,43 km² com
população de 14 222 habitantes (2007) e densidade populacional de 548,05 hab/km².

## Demografia
| Variação demográfica do município entre 1991 e 2004 | Variação demográfica do município entre 1991 e 2004 | Variação demográfica do município entre 1991 e 2004 | Variação demográfica do município entre 1991 e 2004 |
| --------------------------------------------------- | --------------------------------------------------- | --------------------------------------------------- | --------------------------------------------------- |
| 1991                                                | 1996                                                | 2001                                                | 2004                                                |
| 14989                                               | 15010                                               | 14496                                               | 14485                                               |